# Chalandrey
Chalandrey est une ancienne commune française du département de la Manche et la région Normandie, associée à Isigny-le-Buat depuis le 15 mars 1973.

## Géographie
Chalandrey est un point haut de la région. Il est facile d'y observer le mont Saint-Michel par temps clair.

## Toponymie
Le nom de la localité est attesté sous les formes Chalandreio en 1174, Chalandre vers 1200 et en 1220,  Calendreium sans date, Chalandreu en 1275, Chalendreyo en 1371 et en 1372, Chalandrieu en 1394, Challandrie en 1398, Chalandrieu en 1401, ecclesia de Challandreio vers 1480, Chalandray en 1677, Chalandrey en 1829.

## Histoire
On y a découvert des coins en bronze.
Le château fort de la Cour est démoli sur ordre d'Henri IV au XVIe siècle tout comme celui de Rouen afin de mieux contrôler d'éventuelles rébellions.
Lors de la Révolution, Jean-François Guérin (Le Mesnil-Thébault 1749 - 1793), ecclésiastique, curé de Chalandrey ne prêta pas serment à la constitution civile du clergé, et fut dénoncé et arrêté le 5 mai 1793, et affaibli il meurt à la suite des mauvais traitements lors de son transfert. En 1793, Louis Marie de Bordes, seigneur de Chalandrey, fit partie de la fournée d'Avranches et fut sauvé de la guillotine par la mort de Robespierre.
Pendant la Seconde Guerre mondiale, l'envahisseur allemand avait installé ses troupes (radiocommunications et artillerie) sur les hauteurs de Chalandrey qui offraient une vision allant de Mortain à l'est au mont Saint-Michel à l'ouest.
En 1973, Les Biards, Chalandrey, La Mancellière, Le Mesnil-Bœufs, Le Mesnil-Thébault, Montgothier, Montigny, Naftel et Vezins se sont associées pour former la commune canton d'Isigny-le-Buat (première commune canton de France).

## Administration
| Période                                                                                   | Période   | Identité                   | Étiquette | Qualité          |
| ----------------------------------------------------------------------------------------- | --------- | -------------------------- | --------- | ---------------- |
| …                                                                                         | 1798      | Guillaume Murie(l)         |           |                  |
| 1798                                                                                      |           | Jean Pibouin               |           |                  |
| 1802                                                                                      | 1808      | Jacques Murie              |           |                  |
| 1808                                                                                      | 1813      | Jean Pibouin               |           |                  |
| 1813                                                                                      | 1829      | L. de Bordes de Chalendrey |           |                  |
| 1829                                                                                      | 1832      | Nicolas Fleury             |           |                  |
| janv. 1832                                                                                | mars 1832 | Eugène Bunel               |           |                  |
| mars 1832                                                                                 | juin 1832 | Gilles Desloges            |           | Faisant fonction |
| juin 1832                                                                                 | nov. 1832 | Louis Leprieur             |           |                  |
| 1832                                                                                      | 1835      | Gilles Desloges            |           |                  |
| 1835                                                                                      | 1848      | Auguste Jouenne            |           |                  |
| fév. 1848                                                                                 | avr. 1848 | Louis Jouenne              |           | Faisant fonction |
| 1848                                                                                      | 1848      | Auguste Jouenne            |           |                  |
| 1848                                                                                      | 1891      | Jean Jouenne               |           |                  |
| 1891                                                                                      | 1901      | Jean Aubert                |           |                  |
| 1901                                                                                      | 1908      | Ernest Roupnel             |           |                  |
| 1908                                                                                      | 1914      | Louis Vaudoir              |           |                  |
| 1914                                                                                      | 1922      | Victor Gloria              |           |                  |
| 1922                                                                                      | 1929      | Louis Normand              |           |                  |
| 1929                                                                                      | 1944      | Dominique Blandin          |           |                  |
| 1944                                                                                      | 1945      | Félix Lesenechal           |           |                  |
| janv. 1945                                                                                | mai 1945  | Albert Gloria              |           |                  |
| 1945                                                                                      | 1956      | Félix Lesenechal           |           |                  |
| 1956                                                                                      | 1971      | Louis Vaudoir]             |           |                  |
| 1971                                                                                      | 1973      | René Aubert                |           |                  |
| Une partie des données est issue d'une liste établie par Jean Pouëssel et Michel Richard. |           |                            |           |                  |

| Période | Période  | Identité           | Étiquette | Qualité |
| ------- | -------- | ------------------ | --------- | ------- |
| 1973    | 1998     | René Aubert        | SE        |         |
| 1998    | 1999     | Maurice Lebigot    | SE        |         |
| 1999    | 2008     | Frédéric Marchetti |           |         |
| 2008    | 2014     | Philippe Plé       | SE        |         |
| 2014    | 2021     | Frédéric Marchetti | SE        |         |
| 2021    | En cours | Guillaume Chesnel  | SE        |         |

## Démographie
| 1793 | 1800 | 1806 | 1821 | 1831 | 1836 | 1841 | 1846 |
| ---- | ---- | ---- | ---- | ---- | ---- | ---- | ---- |
| 685  | 577  | 670  | 706  | 701  | 660  | 653  | 706  |

| 1851 | 1856 | 1861 | 1866 | 1872 | 1876 | 1881 | 1886 |
| ---- | ---- | ---- | ---- | ---- | ---- | ---- | ---- |
| 726  | 653  | 609  | 579  | 548  | 566  | 547  | 565  |

| 1891 | 1896 | 1901 | 1906 | 1911 | 1921 | 1926 | 1931 |
| ---- | ---- | ---- | ---- | ---- | ---- | ---- | ---- |
| 528  | 520  | 465  | 460  | 457  | 413  | 420  | 409  |

| 1936 | 1946 | 1954 | 1962 | 1968 | 1975 | 1982 | 1990 |
| ---- | ---- | ---- | ---- | ---- | ---- | ---- | ---- |
| 395  | 434  | 425  | 401  | 364  | -    | -    | -    |

| 1999 | 2006 | 2010 | 2015 | 2020 | 2021 | - | - |
| ---- | ---- | ---- | ---- | ---- | ---- | - | - |
| -    | 246  | 282  | 299  | 299  | 300  | - | - |

## Lieux et monuments
- Église Saint-Martin (XVIIIe siècle) avec sa voûte lambrissée et dont treize stalles situées dans le chœur proviennent de l'abbaye de Savigny. Elle abrite une Vierge à l'Enfant (XVIe) et un bas-relief extérieur représentant saint Martin (XVIe)[9].
- Manoir des Bouteillières du XVe siècle possession de la famille de Bordes de Chalandrey[9].
- Croix de cimetière du XVIIe siècle et tombe d'un chevalier.
- Oratoire de la Salette.